# Impatiens dalzellii
Impatiens dalzellii är en balsaminväxtart som beskrevs av Joseph Dalton Hooker och Thoms. Impatiens dalzellii ingår i släktet balsaminer, och familjen balsaminväxter. Inga underarter finns listade i Catalogue of Life.

## Bildgalleri

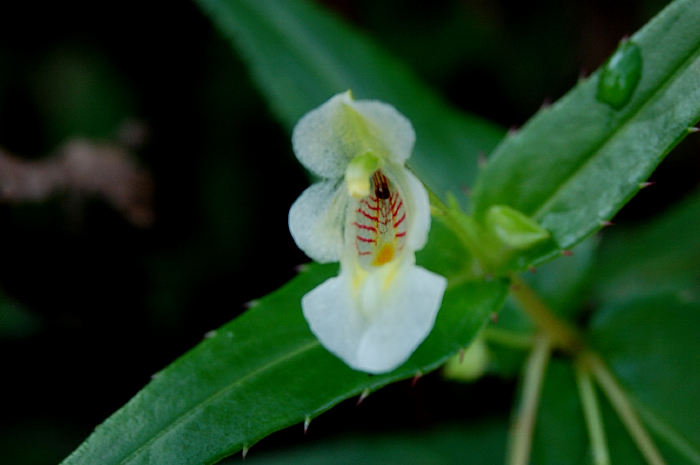
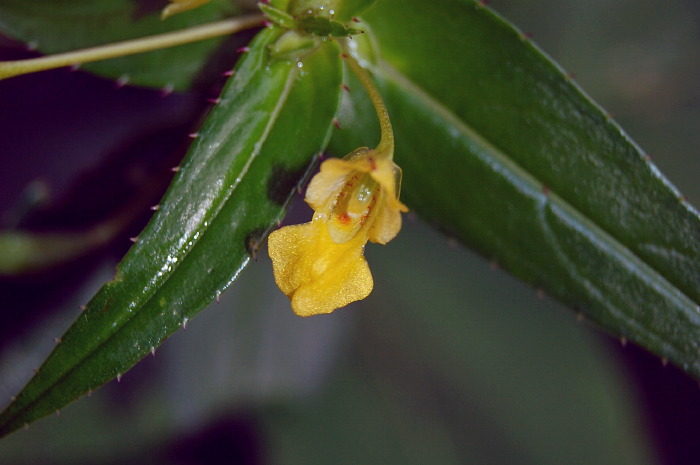